# Dritte Halbzeit
Dritte Halbzeit ist ein Ausdruck für Ausschreitungen vor oder nach einem Fußballspiel. Er wird hauptsächlich in der Fan- und Hooliganszene verwendet, wurde im Hinblick auf den „Dritte-Halbzeit-Fall“ von 2013 des BGH aber in der entsprechenden Pressemitteilung auch von diesem aufgegriffen.
Teilweise ist der Begriff auch Teil des Namens einer Gruppierung. In diesem Zusammenhang wird auch oft vom „Sieger“ oder „Verlierer der Dritten Halbzeit“ gesprochen, wenn eine Gruppierung den Kampf gegen eine feindliche Gruppierung gewinnt oder verliert.
Der Ausdruck kann aber auch für das Gegenteil von Ausschreitungen stehen. Insbesondere beim Rugbysport, aber auch im Fußball und bei anderen Sportarten steht er für das gemeinsame (friedliche) Feiern zwischen Heim- und Auswärtsmannschaft sowie Anhängern nach dem Spiel.